# Blu-ray
| Nội dung                 | Thông số                  |
| ------------------------ | ------------------------- |
| Dung lượng (một lớp)     | 23,3GB/25GB/27 GB         |
| Dung lượng (hai lớp)     | 46,6GB/50GB/54 GB         |
| Bước sóng lade           | 405nm (blue-violet)       |
| Lens numerical aperture  | 0,85                      |
| Kích thước vỏ hộp        | Khoảng 129x131x7mm        |
| Đường kính đĩa           | 120 mm                    |
| Độ dày đĩa               | 1,2 mm                    |
| Chiều dày lớp bảo vệ     | 0,1 mm                    |
| Tracking pitch           | 0,32 μm                   |
| Chiều dài điểm ngắn nhất | 0,160/0,149/0,138 μm      |
| Mật độ ghi               | 16,8/18,0/19,5 Gb/sq. in. |
| Tốc độ truyền dữ liệu    | 36 Mbps                   |
| Định dạng ghi            | Thay đổi pha              |
| Định dạng kiểm tra       | Theo đường sẵn            |
| Định dạng video          | MPEG2                     |

Đĩa Blu-ray, thường được gọi đơn giản là Blu-ray, là một định dạng lưu trữ đĩa quang kỹ thuật số. Nó được thiết kế để thay thế định dạng DVD và có khả năng lưu trữ vài giờ video độ nét cao (HDTV 720p và 1080p). Ứng dụng chính của Blu-ray là phương tiện lưu trữ cho tài liệu video như phim truyện và để phân phối các trò chơi điện tử cho PlayStation 3, PlayStation 4, PlayStation 5, Xbox One và Xbox Series X. Tên "Blu-ray" dùng để chỉ tia laser màu xanh lam (thực chất là tia laser tím) được sử dụng để đọc đĩa, cho phép lưu trữ thông tin với mật độ lớn hơn mức có thể với tia laser đỏ bước sóng dài hơn được sử dụng cho đĩa DVD.
Đĩa Blue-ray có đường kính 120 milimét (4,7 in) và độ dày 1,2 milimét (0,047 in), cùng kích thước với DVD và CD. Đĩa Blu-ray thông thường hoặc trước BD-XL chứa 25 GB mỗi lớp, với đĩa hai lớp (50 GB) là tiêu chuẩn công nghiệp cho các đĩa video có độ dài chuẩn. Đĩa ba lớp (100 GB) và đĩa bốn lớp (128 GB) có sẵn cho ổ ghi lại BD-XL.
Video độ phân giải cao (HD) có thể được lưu trữ trên đĩa Blu-ray với độ phân giải lên đến 1920×1080 pixel, ở 24 khung hình liên tục hoặc 50/60 khung hình interlaced mỗi giây. Đĩa DVD-Video bị giới hạn ở độ phân giải tối đa là 480i (NTSC, 720×480 pixel) hoặc 576i (PAL, 720×576 pixel). Bên cạnh các thông số kỹ thuật phần cứng này, Blu-ray còn được liên kết với một tập hợp các định dạng đa phương tiện.
Định dạng BD được Hiệp hội đĩa Blu-ray, một nhóm đại diện cho các nhà sản xuất thiết bị điện tử tiêu dùng, phần cứng máy tính và hình ảnh chuyển động, thực hiện việc phát triển. Sony công bố nguyên mẫu đĩa Blu-ray đầu tiên vào tháng 10 năm 2000, và đầu đĩa nguyên mẫu đầu tiên được phát hành tại Nhật Bản vào tháng 4 năm 2003. Sau đó, nó tiếp tục được phát triển cho đến khi phát hành chính thức trên toàn thế giới vào ngày 20 tháng 6 năm 2006, bắt đầu cuộc chiến định dạng đĩa quang độ nét cao, tại đó đĩa Blu-ray cạnh tranh với định dạng HD DVD. Toshiba, trước đó là công ty chính hỗ trợ HD DVD, đã nhượng bộ vào tháng 2 năm 2008, và sau đó phát hành đầu đĩa Blu-ray của riêng mình vào cuối năm 2009. Theo Media Research, doanh số bán phần mềm độ nét cao ở Hoa Kỳ chậm hơn trong hai năm đầu so với doanh số bán phần mềm DVD. Blu-ray phải đối mặt với sự cạnh tranh từ video theo yêu cầu (VOD) và việc tiếp tục kinh doanh của đĩa DVD. Vào tháng 1 năm 2016, 44% hộ gia đình băng thông rộng ở Hoa Kỳ có đầu đĩa Blu-ray. Để phát lại nội dung 4K, BDA đã giới thiệu một biến thể của Blu-ray được gọi là Ultra HD Blu-ray.

## Lịch sử nghiên cứu và chế tạo
Năm 1998, HDTV bắt đầu xuất hiện trên thị trường nhưng không được tiêu thụ rộng rãi. Thực tế không có phương tiện lưu trữ nào phù hợp với định dạng HD, ngoại trừ Digital VHS của JVC and HDCAM. Tuy nhiên HDTV đã cho thấy việc sử dụng laser có bước sóng ngắn có thể tăng mật độ lưu trữ của thiết bị lưu trữ quang học. Sự kiện Shuji Nakamura phát minh ra diode laser ánh sáng xanh đã tạo ra bước đột phá bất chấp việc tranh chấp về bằng sáng chế làm chậm trễ quá trình thương mại hóa.

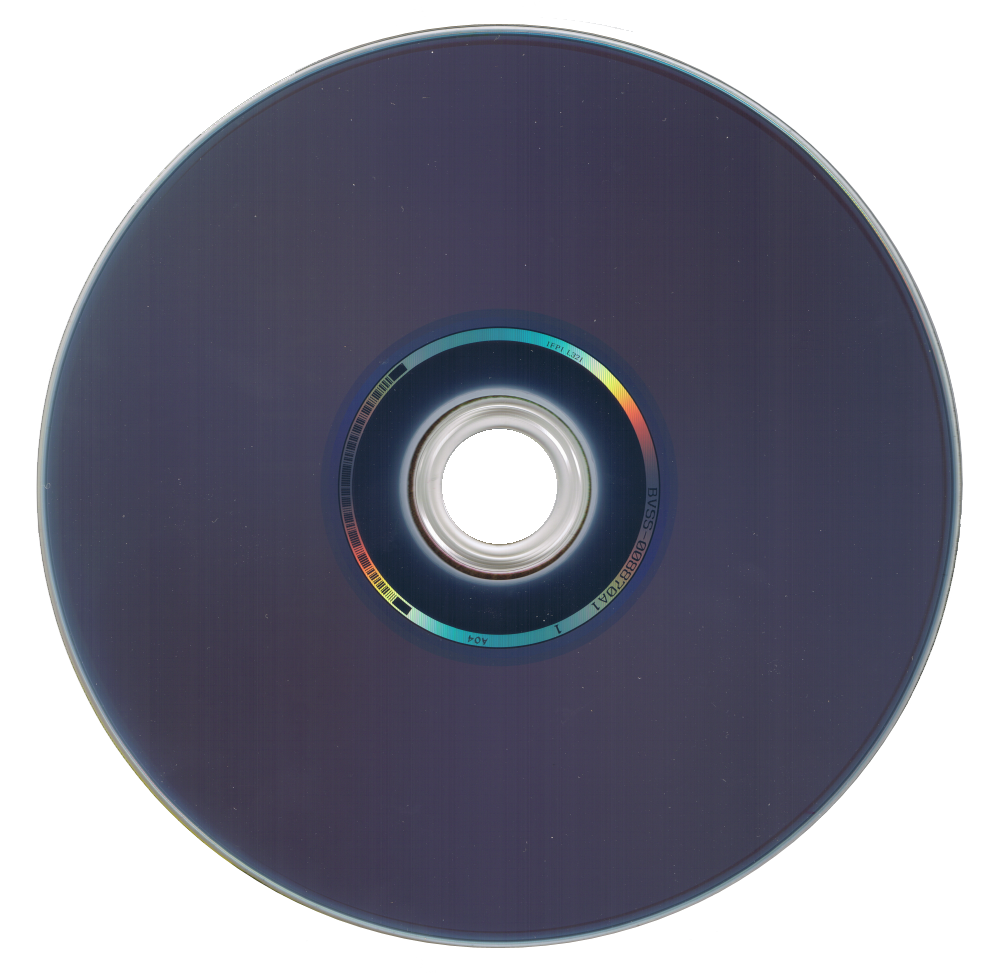
Mặt sau của một đĩa Blu-ray

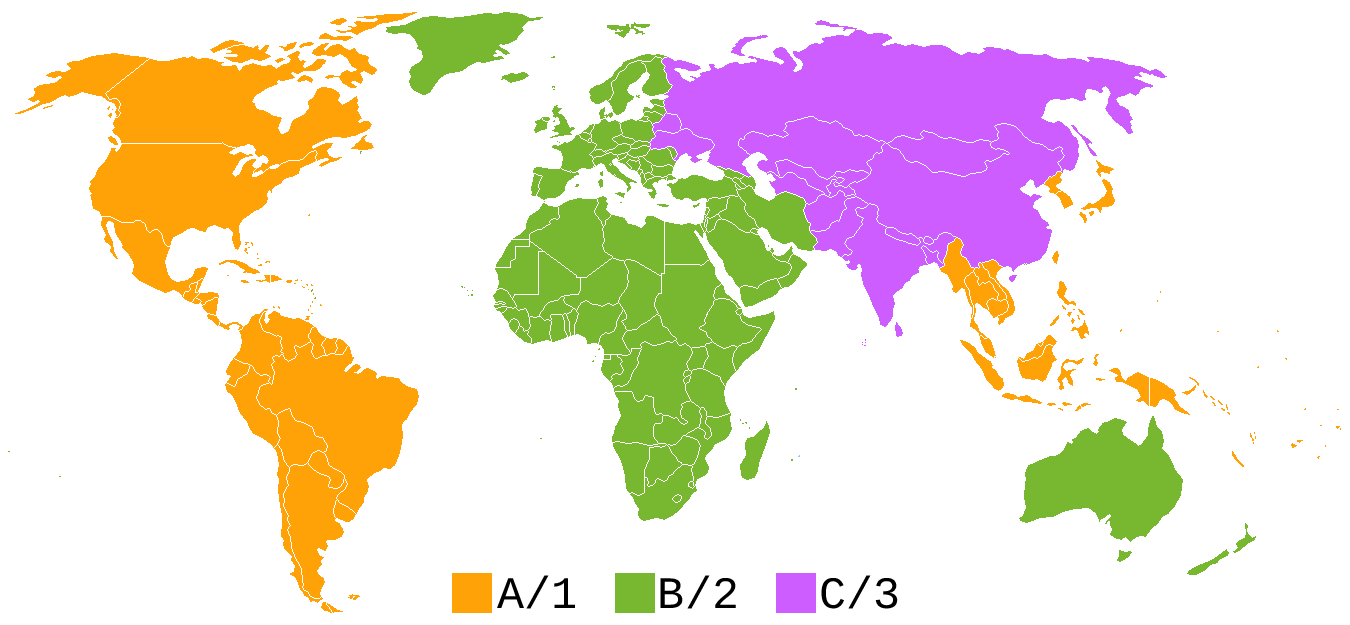
Bản đồ 3 mã vùng của Blu-ray

### Cuộc chiến giữa Blu-ray và HD DVD
Vào năm 2000 Blu-ray Disc (công nghệ đĩa quang màu xanh chạy bằng tia laser màu xanh có bước sóng nhỏ hơn tia laser thường) lần đầu tiên được Sony giới thiệu và phát triển. Được quảng cáo với những tính năng ưu việt như độ bền và dung lượng, Blu-ray hứa hẹn mang đến cho người dùng nhiều bộ phim chất lượng cao với độ nét và độ phân giải cao.
Năm 2002, chuẩn đĩa HD DVD được hãng điện tử Toshiba công bố với những tính năng ưu việt tương tự. Do Blu-ray mới được giới thiệu nên cùng tại một thời điểm HD DVD đang nhận được sự ưu ái của nhiều hãng điện tử và nhà sản xuất phim,việc được các nhà sản xuất phim hậu thuẫn có nghĩa là các sản phẩm (phim) sẽ được phát hành trên chuẩn mà họ hỗ trợ, Toshiba như mở cờ trong bụng và họ xúc tiến xây dựng những dây chuyển sản xuất đầu máy chuẩn HD DVD và tung chúng ra thị trường với số lượng lớn, cũng theo đó các hãng điện tử khác cũng sản xuất ăn theo dòng sản phẩm này. Trong khi hãng Toshiba phát hành và sản xuất HD DVD thì người khổng lồ Sony âm thầm tìm kiếm những đồng minh khác cho chuẩn Blu-ray của mình: Philips, Electronics và Matsushita (Panasonic). Hitachi, Pioneer, Sharp, LG, Samsung và hãng Thomson Multimedia của Pháp cùng tham gia và phát triển định dạng Blu-ray.
Blu-ray và HD DVD đều là hai công nghệ DVD là hai định dạng có khả năng lưu trử dung lượng cao về hình ảnh và chúng có dung lượng lơn gấp sáu loại DVD bình thường trước đó. loại sản phẩm này có dung lượng chứa lên đến 25Gb/1 layer 12 cm, nó có thể lưu trữ được 13 giờ phim thay vì 2 giờ phim như chuẩn DVD thông thường.
Hãy cùng nhìn lại những cột mốc quan trọng trong "chiến sự" khốc liệt kéo dài tới 8 năm này.

### 2000
• Ngày 5 tháng 10: Sony và Pioneer công bố định dạng DVR Blue tại triển lãm CEATEC Nhật Bản. Đây chính là nền tảng cơ bản của chiếc đĩa Blu-ray BD-RE thế hệ đầu tiên.

### 2002
• Ngày 19 tháng 2: Với Sony trên tư cách "tiên phong phất cờ", 9 hãng điện tử thuộc loại lớn nhất thế giới cùng công bố kế hoạch phát triển đĩa Blu-ray thương mại. Sony cũng đồng thời là "thủ lĩnh tinh thần" của liên minh này.
• Ngày 29 tháng 8: Toshiba và NEC công bố một định dạng đĩa quang thế hệ mới khác là HD DVD
• Ngày 1 tháng 10: Mô hình mẫu của cả hai định dạng Blu-ray lẫn HD DVD đều được trưng bày tại Triển lãm CEATEC. Sony, Panasonic, Sharp, Pioneer và JVC trình làng đầu đĩa Blu-ray mô hình, trong khi Toshiba vén màn đĩa quang AOD.

### 2003
• Ngày 13 tháng 2: Bắt đầu bán giấy phép công nghệ Blu-ray. Các hãng sản xuất đầu đĩa phải trả 120.000 USD mỗi năm, cộng thêm mức phí 0,10 USD trên mỗi đầu đĩa Blu-ray bán ra. Các hãng truyền thông thì đóng phí cố định 8000 USD/năm, cộng với khoản phụ trội 0,02 USD cho mỗi chiếc đĩa bán được.
Nguồn: Gizmodo
• Ngày 7 tháng 4: Sony công bố định dạng đĩa Blu-ray Professional dành riêng cho các ứng dụng lưu trữ dữ liệu.
• Ngày 10 tháng 4: Sony tung ra thị trường Nhật Bản chiếc đầu đĩa Blu-ray đầu tiên - BDZ S77. Tuy nhiên giá bán của nó thuộc loại khủng khiếp: 3815 USD.Đã thế, đĩa phim Blu-ray lại khan hiếm như lá mùa thu nên chỉ nhận được phản ứng hờ hững từ người dùng.
• Ngày 28 tháng 5: Mitsubishi Electric gia nhập liên minh Blu-ray.

### 2004
• Ngày 7 tháng 1: Toshiba công bố mô hình đầu đĩa HD DVD đầu tiên trên thế giới tại Triển lãm điện tử CES. Đầu đĩa này có một ưu điểm là xem được cả đĩa DVD chứ không "lạc lõng" như BDZ S77.
• Ngày 12 tháng 1: Cả hai gã khổng lồ máy tính cá nhân là HP và Dell đều công khai ủng hộ Blu-ray.
• Ngày 10 tháng 6: Diễn đàn DVD thông qua phiên bản thương mại đầu tiên của HD DVD-ROM.
• Ngày 21 tháng 9: Sony cho biết chiếc máy chơi game rất được chờ đợi PlayStation 3 sẽ tích hợp đầu đĩa Blu-ray.
• Ngày 29 tháng 11: Một loạt các hãng phim lớn như Paramount Pictures, Universal Pictures, Warner Bros Pictures, HBO và New Line Cinema tuyên bố hậu thuẫn cho HD DVD.
• Ngày 9 tháng 12: Hãng phim Disney ra mặt ủng hộ Blu-ray.

### 2005
• Chiếc máy chơi game Sony PlayStation 3 đã giúp ích đắc lực cho thắng lợi của định dạng Blu-ray. Nguồn: Gizmodo
Ngày 7 tháng 1: Cả hai phe Blu-ray lẫn HD DVD đều hứa hẹn tung ra đầu đĩa và tựa phim DVD thế hệ mới tại thị trường Bắc Mỹ trước cuối năm - tuy nhiên thực tế đã chứng minh đây chỉ là một lời "hứa lèo".
• Ngày 24 tháng 3: Nhen nhóm thắp lên hy vọng về một định dạng chung, khi cựu Chủ tịch Ryoji Chubachi của Sony nói rằng: "Lắng nghe tiếng nói từ người tiêu dùng, chúng tôi nhận thấy việc hai định dạng song song tồn tại thật đáng thất vọng. Sony không hoàn toàn loại trừ khả năng tích hợp hoặc nhượng bộ".
• Ngày 21 tháng 4: Toshiba và Sony bắt đầu thương thảo về một định dạng duy nhất, tuy nhiên các cuộc đàm phán đã chẳng dẫn tới đâu.
• Ngày 18 tháng 8: Hãng phim Lions Gate Home Entertainment và hãng đĩa Universal Music quyết định đứng về phe Blu-ray.
• Ngày 27 tháng 9: Hai gã khổng lồ công nghệ Microsoft và Intel đặt gạch cho HD DVD.
• Ngày 3 tháng 10: Paramount Home Entertainment cho biết sẽ bán phim bằng cả hai định dạng HD DVD lẫn Blu-ray.
• Ngày 16 tháng 12: Đến lượt HP quyết định không hỗ trợ duy nhất một định dạng Blu-ray nữa mà ủng hộ cả hai định dạng.

### 2006
• Ngày 4 tháng 1: Ngài Chủ tịch Bill Gates của Microsoft phát biểu tại CES là chiếc máy chơi game Xbox 360 sẽ hỗ trợ đầu đĩa HD DVD.
• Ngày 10 tháng 3: LG Electronics, một thành viên kỳ cựu của hiệp hội Blu-ray, gây bất ngờ khi tuyên bố đang phát triển một đầu đĩa HD DVD.
• Ngày 31 tháng 3: Toshiba tung ra thị trường đầu đĩa HD DVD đầu tiên, chiếc HD-XA1 với giá bán rẻ hơn nhiều so với sản phẩm của Sony: 936 USD.
• Ngày 11 tháng 11: Chiếc máy chơi game Sony PlayStation 3 chính thức đáp xuống thị trường Nhật Bản, với đầu đĩa Blu-ray tích hợp bên trong.
• Ngày 29 tháng 12: Hacker cho biết đã đột nhập thành công cơ chế chống sao chép AACS mà cả hai định dạng HD DVD lẫn Blu-ray đang sử dụng.

### 2007
• Ngày 7 tháng 1: Trong nỗ lực tìm kiếm hồi kết cho cuộc chiến dai dẳng, LG Electronics công bố một đầu đĩa "hai mang", xem được cả HD DVD lẫn Blu-ray. Warner Bros thì trình làng một đĩa mô hình với mặt trên là HD DVD, mặt dưới là Blu-ray, tức là xem được trên cả hai loại đầu đĩa.
• Ngày 17 tháng 4: Lần đầu tiên, doanh số tiêu thụ của đầu đĩa HD DVD tại Bắc Mỹ vượt mốc 100.000 máy.
• Ngày 1 tháng 8: Microsoft giảm giá đầu đĩa HD DVD dành cho Xbox 360, từ 199 USD xuống còn 179 USD. Ngoài ra, hãng còn tặng kèm 5 bộ phim HD DVD miễn phí.
• Ngày 20 tháng 8: Paramount và Dreamworks Animation đều bỏ Blu-ray để toàn tâm toàn ý hỗ trợ cho HD DVD.
• Ngày 13 tháng 9: Sony cho biết sẽ sử dụng đĩa Blu-ray cho tất cả đầu video phân giải cao tại Nhật.
• Tháng 11: Giá đầu đĩa HD DVD của Toshiba giảm xuống còn 100 USD khi mùa mua sắm Giáng sinh mở màn.
• Ngày 11 tháng 11: Sony bắt đầu bán phiên bản PS3 giá rẻ.

### 2008
• Ngày 4 tháng 1: Warner Bros đột ngột thả một quả bom giữa ban ngày khi tuyên bố: Sẽ ngừng bán phim HD DVD trong tương lai và chỉ ủng hộ cho duy nhất định dạng Blu-ray. Phản ứng trước quyết định này, liên minh Quảng bá HD DVD đã huỷ cuộc họp báo tại CES.
• Ngày 6 tháng 1: Ông Akio Ozaka, Chủ tịch Toshiba tại Mỹ vẫn tin tưởng rằng "HD DVD là định dạng phù hợp nhất với nhu cầu và sở nguyện của người dùng".
• Ngày 14 tháng 1: Toshiba giảm giá một loạt đầu đĩa HD DVD. Giá bán lẻ của chiếc HD-A3, một sản phẩm tầm trung, giờ chỉ còn 150 USD.
• Ngày 11 tháng 2: NetFlix và BestBuy tuyên bố sẽ loại HD DVD ra khỏi các cửa hàng của mình.
• Ngày 15 tháng 2: Wal-mart, hãng bán lẻ lớn nhất thế giới, cho biết sẽ ngừng bán sản phẩm HD DVD kể từ tháng 6 tới.
• Ngày 16 tháng 2: Cho đến khi các hãng điện tử và hãng phim nghiêng về Blu-ray thì HD DVD thực sự bị lung lay. Tháng 2/2008 Toshiba quyết định tuyên bố ngưng sản xuất dòng máy HD DVD khi các hãng lớn của Mỹ tuyên bố sẽ phát triển và bán sản phấm chuẩn Blu-ray, sự bỏ cuộc của Toshiba kéo theo những hãng lớn như Microsoft, Intel, hãng phim Universal Home Studios và Paramount Home Entertainment cũng bị ảnh hưởng vì họ cũng đã ủng hộ và kì vọng rất nhiều vào chuẩn HD DVD của Toshiba.

## Cấu tạo chung
Đĩa Blu-ray gồm có lớp phủ polyme, lớp bảo vệ mỏng hơn so với lớp của HD DVD, đầu đọc Blu-ray có hai loại diode laser là loại có bước sóng 405 nm, tuy nhiên hầu hết các đầu Blu-ray trên thị trường đều có loại laser 630-650 nm thậm chí cả 780 nm để đọc được cả định dạng DVD, CD...

## Các định dạng đĩa thông dụng
Đã có định dạng Blu-ray chất lượng 4k vào tháng 7 năm 2015